# Joseph Van Goethem
Joseph Antoine Edouard van Goethem (Gent, 6 september 1803 - Merelbeke, 30 september 1894) was een Belgisch volksvertegenwoordiger.

## Levensloop
Hij was een zoon van de suikerraffinadeur Ferdinand Van Goethem en van Jeanne Van der Straeten. Hij trouwde met Marie-Colette Maertens (1806-1834) en in tweede huwelijk met Pauline De Smet (1799-1859). Hij had een dochter uit het eerste en een zoon uit het tweede huwelijk. Hij was de schoonzoon van senator Louis Maertens en de schoonbroer van volksvertegenwoordiger Léopold Maertens. Hij was een betovergrootvader van graaf Patrick d'Udekem d'Acoz, de vader van koningin Mathilde.
In juni 1856 werd hij verkozen tot katholiek volksvertegenwoordiger voor het arrondissement Gent en vervulde dit mandaat tot in december 1857. Hij was ook bankier, als bestuurder van de Banque des Flandres.
In 1875 verkreeg hij opname in de Belgische erfelijke adel. Een voorvader had in 1714 een riddertitel ontvangen van keizer Karel VI.